# Vārkava
El municipi de Vārkava (en letó: Vārkavas novads) és un dels 110 municipis de Letònia, que es troba localitzat al sud-est del país bàltic, i que té com a capital la localitat de Vārkava. El municipi va ser creat l'any 2002 després de la reorganització territorial.

## Ciutats i zones rurals
- Rožkalnu pagasts (zona rural)
- Upmalas pagasts (zona rural)
- Vārkavas pagasts (zona rural)

## Població i territori
La seva població està composta per un total de 2.412 persones (2009). La superfície del municipi té uns 288,9 kilòmetres quadrats, i la densitat poblacional és de 8,35 habitants per kilòmetre quadrat.